# Gonatocerus basilewskyi
Gonatocerus basilewskyi is een vliesvleugelig insect uit de familie Mymaridae. De wetenschappelijke naam is voor het eerst geldig gepubliceerd in 1968 door Mathot.